# Heinz-Jürgen Kluge
Heinz-Jürgen Kluge (* 25. April 1941 in Sorau) ist ein deutscher experimenteller Kernphysiker an der Gesellschaft für Schwerionenforschung in Darmstadt.

## Leben
Kluge studierte ab 1960 Physik an der Universität Bonn und der Universität Heidelberg, wo er 1967 sein Diplom erhielt und 1970 promoviert wurde (Hyperfeinstruktur der niedrigsten P-Zustände von Erdalkali-Isotopen). Als Post-Doktorand war er am CERN, wo er mit optischen Pumptechniken die Eigenschaften neutronenarmer Quecksilber-Isotope in der ISOLDE Anlage untersuchte. 1972 wurde er Assistent für Experimentalphysik an der Universität Mainz, an der er sich 1975 habilitierte und 1978 Professor für Experimentalphysik wurde. Gleichzeitig war er ab den 1980er Jahren leitender Wissenschaftler am GSI, wo er von 1989 bis 1992 stellvertretender Vorsitzender des Programmkomitees war und der Abteilung Atomphysik vorstand. 1994 wurde er Professor an der Universität Heidelberg. Kluge war von 1999 bis 2005 Forschungsdirektor des GSI. Er forschte auch in den 2000er Jahren weiter in der ISOLDE-Kollaboration am CERN.
Er war von 1983 bis 1984 war er Sprecher und von 1985 bis 1987 Leiter der ISOLDE-Kollaboration am CERN sowie von 1984 bis 1987 am CERN Mitglied des Programmbeirats (PSCC).
Kluge entwickelte Ionenfallen-Techniken zum Studium instabiler Kerne und zur Bestimmung ihrer Massen, insbesondere ISOLTRAP für das ISOLDE-Experiment und SHIPTRAP und HITRAP am GSI. Außerdem unternahm er präzise Messungen der Betazerfalls-Eigenschaften von Kernen. Er benutzte laserspektroskopische Methoden zum Beispiel um Isotopie-Verschiebungen (aufgrund unterschiedlicher Kernvolumina) von Spektrallinien zu messen.
Ab 1985 war er Mitherausgeber und ab 2005 Herausgeber von Hyperfine Interactions. Von 1999 bis 2005 war er Mitherausgeber des European Physical Journal D.
Kluge war von 1991 bis 1994 im Rat der Deutschen Physikalischen Gesellschaft.
Anlässlich seines 65. Geburtstags im Jahr 2006 widmete ihm das International Journal of Mass Spectrometry (IJMS) eine Spezialausgabe, in der auch ein ihm gewidmeter Beitrag zur Geschichte der Messungen der Atommassen
enthalten ist.
Ebenfalls 2006 erhielt er den Lise-Meitner-Preis für wesentliche Beiträge zu unserer Kenntnis von Massen, Form, Größe und Spin von Kernen durch eine Reihe entscheidender, ausgefeilter und brillanter Experimente die Techniken aus Atom- und Kernphysik kombinieren. 1990 erhielt er den Helmholtz-Preis, insbesondere für die Spurenanalyse des Strontium 90 nach der Nuklearkatastrophe von Tschernobyl mit laserspektroskopischen Methoden. 2005 wurde er Fellow der American Physical Society. Für 2020 wurde Kluge der Robert-Wichard-Pohl-Preis zugesprochen.